# せん (アルバム)
『せん』は、日本の女性歌手で、音楽グループEvery Little Thingのボーカリスト・持田香織の2枚目のミニ・アルバムである。

## 解説
クラムボンのミトが全曲のプロデュースを担当。

## 収録曲

### CD
| 全作詞: 持田香織（特記以外）。 |                           |                      |          |      |
| #                              | タイトル                  | 作詞                 | 作曲     | 時間 |
| 1.                             | 「スタートライン」        | 持田香織（特記以外） | mito     | 4:22 |
| 2.                             | 「まだスイミー」          | 持田香織（特記以外） | 早川大地 | 5:09 |
| 3.                             | 「ジャスミン」            | 持田香織（特記以外） | mito     | 4:33 |
| 4.                             | 「Take me」(作詞: mito)   | 持田香織（特記以外） | mito     | 5:21 |
| 5.                             | 「Even a lion can't cry」 | 持田香織（特記以外） | mito     | 5:22 |
| 合計時間:                      | 合計時間:                 | 合計時間:            | 24:47    |      |

### DVD
| #  | タイトル                             | 作詞 | 作曲・編曲 |
| -- | ------------------------------------ | ---- | ---------- |
| 1. | 「The Making of Sen and Interviews」 |      |            |

### 楽曲解説
1. スタートライン
日本メナード化粧品「メナード フェアルーセント」CMソング
2. まだスイミー
配信限定シングル
関西テレビ・フジテレビ系火曜9時ドラマ「まだ結婚できない男」主題歌
3. ジャスミン
日本メナード化粧品「メナード フェアルーセント」CMソング
4. Take me
5. Even a lion can't cry